# Bernie Krause
Pour les articles homonymes, voir Krause.
Bernie Krause (né le 8 décembre 1938) est un musicien et enregistreur de paysages sonores détenteur d'un doctorat en bioacoustique à l'Union Institute & University de Cincinnati. Il est à l'origine des termes biophonie (en), géophonie  et anthropophonie. Il a contribué à définir le concept d'écologie du paysage sonore. Avant de s'intéresser au paysage sonore, il avait produit plusieurs travaux dans le domaine de la musique électronique. Il a notamment aidé George Harrison à produire son album Electronic Sound en 1969.